# Khalid al-Mihdhar
Khalid al-Mihdhar (arab. ‏خالد المحضار‎; ur. 16 maja 1975 w Mekce, zm. 11 września 2001 w Arlington) – saudyjski terrorysta, zamachowiec samobójca.

## Życiorys
Jeden z pięciu porywaczy samolotu linii American Airlines (lot 77), który uderzył w Pentagon, w czasie zamachów z 11 września 2001 roku.